# Stupanj iskorištenja
Stupanj iskorištenja ili stupanj djelovanja (oznaka η) je fizikalna veličina koja opisuje djelotvornost stroja ili postrojenja, omjer izlazne snage Piz i ulazne snage Pul, to jest:
{\displaystyle \eta ={\frac {\text{izlazna snaga}}{\text{ulazna snaga}}}={\frac {P_{iz}}{P_{ul}}}}

Već prema području primjene, stupanj djelovanja može se nazvati efektivni stupanj djelovanja (kada opisuje mogućnosti motora da primljenu energiju goriva pretvori u mehanički rad), mehanički stupanj djelovanja (kada opisuje mehaničke gubitke u motoru), hidraulički stupanj djelovanja turbine (kada opisuje gubitke koji nastaju zbog trenja i promjene brzine vode) i drugo. 
Kod višestrukih procesa, ukupan stupanj djelovanja umnožak je pojedinih stupnjeva djelovanja, primjerice stupanj djelovanja η motora s unutarnjim izgaranjem umnožak je termičkoga stupnja djelovanja (iskoristivosti) goriva ηt i mehaničkoga stupnja djelovanja ηm (gubitci zbog trenja, otpora i slično):
{\displaystyle \eta =\eta _{t}\cdot \eta _{m}}

## Stupanj termičkog iskorištenja
Stupanj termičkog iskorištenja ({\displaystyle \eta _{t}\,}) u termodinamici je bezdimenzionalna vrijednost koja nam govori kolika je iskoristivost nekog toplinskog stroja, kao što su kotlovi, turbine, motori s unutarnjim izgaranjem,...
Ulazna veličina, ({\displaystyle Q_{ul}\,}),  koja se nalazi u nazivniku razlomka je energija koju smo unijeli u proces, npr. toplina koju može osloboditi gorivo u radnom procesu motora.
Izlazna veličina koja se nalazi u brojniku bit će mehanički rad ({\displaystyle W_{izl}\,}), i/ili izlazna toplina ({\displaystyle Q_{izl}\,}). Kako sva uložena ili potrošena energija ima svoju cijenu, možemo omjer postaviti na sljedeći način:
{\displaystyle \eta _{t}\equiv {\frac {\text{koliko se dobije}}{\text{koliko se utrosi}}}}

Također možemo postaviti i omjer koji će nam još točnije odrediti stupanj iskorištenja:
{\displaystyle \eta _{t}\equiv {\frac {Q_{izl}}{Q_{ul}}}} 
 

Kako je dobivena energija ili rad uvijek manji od uloženog, tada vrijedi:
{\displaystyle 0\leq \eta _{t}\leq 1,0.}

Ovu vrijednost ({\displaystyle \eta _{t}\,}) se često izražava u postotcima, koji se naravno kreću od 0 do 100%.
Zbog raznih gubitaka topline, trenja, itd. stvarna vrijednost stupnja iskorištenja je mnogo manja od 100%. Kako pri svakom pretvaranju energije iz jednog oblika u drugi postoji određen gubitak, prava usporedba stupnja iskorištenja može se izvršiti samo ako se uzmu u obzir svi gubici od primarnog oblika energije pa do potrošača. Općenito možemo tvrditi da je stupanj iskorištenja manji što je više posrednika u sustavu.Njegova veličina je oko 25% za benzinske automobilske motore, 35% za termoelektrane, a najiskoristiviji uređaj danas su veliki brodski motori koji su probili granicu ukupnog stupnja iskorištenja preko 50%.

## Toplinski strojevi
Kada pretvaramo toplinsku energiju u mehaničku, stupanj iskorištenja toplinskog stroja je broj koji nam govori koliki dio topline ({\displaystyle Q_{ul}\,}) koju unesemo u proces se pretvara u mehanički rad ({\displaystyle W_{izl}\,}). Shodno tome stupanj toplinskog iskorištenja se definira kao:
{\displaystyle \eta _{t}\equiv {\frac {W_{izl}}{Q_{ul}}}}

### Carnotov proces
Drugi zakon termodinamike odredio je osnovne granice stupnja iskorištenja toplinskih strojeva. čak i za idealan stroj, u idealnim uvjetima, bez trenja i bez toplinskih gubitaka, dobiveni rad nikada neće i ne može biti jednak uloženoj toplini, čak ni blizu toga. Ograničavajući čimbenici su temperatura s kojom toplina ulazi u toplinski stroj ({\displaystyle T_{Q}\,}), i temperatura okoline u koju stroj ispušta svoju otpadnu toplinu ({\displaystyle T_{A}\,}).
Ove temperature se mjere u stupnjevima Kelvina ili stupnjevima Rankina.
Iz Carnot-ova zakona za svaki stroj koji radi između tih temperatura vrijedi:
{\displaystyle \eta _{t}\leq {\frac {T_{Q}-T_{A}}{T_{Q}}}\,}
ili prikazano u drugačiem obliku:
{\displaystyle \eta _{t}\leq 1-{\frac {T_{A}}{T_{Q}}}\,}
Ove ograničavajuće vrijednosti zovu se vrijednosti Carnot-ova ciklusa, a njen stupanj iskorištenja je nedostižan, idealan. Niti jedan stroj današnjice, bez obzira na namjenu, izvedbu i sve ostalo ne može dostići ovaj stupanj iskorištenja. 
U praksi stvarni toplinski strojevi zaostaju znatno za ovim stupnjem iskorištenja. Kako se ovaj teorem primjenjuje samo na toplinske strojeve koji pretvaraju toplinsku energiju goriva uz izgaranje istog, neki strojevi koji ne vrše izgaranje imaju stupanj toplinskog djelovanja veći od Carnot-ovog. Tu je primjer gorivih ćelija koje imaju veći toplinski stupanj djelovanja od Carnot-ovog, međutim to je primjenjivo samo na pretvorbi emergije iz gorive ćelije u rad. 

Prema službenom stavu klasične fizike i energetike, projekti i inovacije kojima se navodno dobiva više energije od uložene ili koji rade "bez utroška energije" zovu se perpetuum mobile i neostvarivi su. 
Danas je međutim sve glasnija zajednica zagovaratelja tzv. "slobodne energije"  (Gibbs Free Energy) ili "energije nulte točke" (Zero point energy), tj. energije sadržane u materiji ohlađenoj do apsolutne nule (-273°C), prema kojima je moguća uporaba neiscrpnih količina enegrije uzete iz okoline postupcima poput hladne fuzije (Cold fusion), ekstraktiranja energije uz pomoć permanentnih magneta i dr. Mnogi od pripadnika ove zajednice, ozbiljni su znanstvenici, a zajednica smatra da današnju uporabu takve besplatne ili vrlo jeftine energije sprječavaju interesne grupe vezane uz naftnu industriju  (Free energy suppression).  